# Call of Duty 4: Modern Warfare
Call of Duty 4: Modern Warfare je četvrta igra serijala Call of Duty izdavača Activision. Izdana je 5. studenog, 2007. za Xbox 360, PlayStation 3 te Microsoft Windows. Activision je 2009. objavio Call of Duty: Modern Warfare: Reflex za Wii.
Jedna je od najpopularnijih ratnih računalnih igara na svijetu, s prodajom od oko 16 milijuna primjeraka. Igra ima u singleplayer i multiplayer način igranja.

## Igra
Call of Duty 4: Modern Warfare je drukčiji od prva tri, odnosno samo ime govori da se radi o suvremenom ratovanju, nasuprot prijašnjim igrama Call of Duty serijala gdje se radnja odvija uglavnom u Drugom svjetskom ratu.

### Singleplayer
U takozvanom singleplayeru ili kampanji igrač sa svojim likovima prolazi kroz različite misije u različitim dijelovima svijeta. Radnja se odvija u suvremenom dobu u kojem u Rusiji izbija građanski rat između vlade i Ultranacionalista koji žele obnoviti Sovjetski Savez dok na Bliskom Istoku izbija ustanak čiji vođa Khaled Al-Asad ubija predsjednika države. Igrač je u ulozi narednika Johna "Soapa" MacTavisha u jedinici Britanskog SAS.-a, koji se bore u Rusiji, dok će se u ulozi narednika Paula Jacksona boriti za Američke Marince na Bliskom Istoku.

### Multiplayer
U multiplayer modu igrač može igrati preko internetske veze s više igrača iz različitih krajeva svijeta. Najpopularniji oblik multiplayer igre je "team death match"  u kojem se sukobljene dvije strane bore na život i smrt. Važno je ubiti člana iz protivničkog tima i zaraditi bodove za svoju momčad. Druga vrsta po popularnosti je "search and destroy" u kojoj se također sukobljavaju dvije strane, napadačka i obrambena. Napadačka ima bombu koju mora postaviti na točku "A" ili točku "B" u zadanom vremenskom roku, dok obrambena strana mora tu bombu deaktivirati ako je napadači postave. Ako jedna momčad izgubi sve svoje vojnike prije isteka vremena, a napadačka momčad ne postavi bombu, pobjeđuje suparnička momčad.
Od ostalih modova tu su "capture the flag", "domination", "obični" mod u kojem igrač skuplja bodove te napreduje po razinama i činovima (dok ne dođe do 55. razine kada postaje general) i "pro mod" namijenjen igračima koji se ozbiljnije bave igrom te im nije bitno napredovanje u smislu činova. Velika je novost i create-a-class u kojem igrač kroz napredovanje odabire i uređuje svoje oružje.

## Kontroveze
Mnoge udruge za zaštitu ljudskih prava i djece pobunile su se protiv cijelog serijala "Call of Duty" (posebice protiv MW 2 i misije "No Russian") zbog nasilja i poticanja djece koja su izložena igrici na nasilje.

## Nagrade
Videoigra je dobila pregršt nagrada od raznih tehnoloških udruga i časopisa. Portali GameSpot i GameTrailers ocijenili su grafiku u igri kao najbolju 2007. godine, te kao nabolju PlayStation 3 igru godine. Magazin PlayStation ocijenio je igru kao 7. najbolju igru svih vremena za svoju igraću konzolu.
Iako je igra izložena piratstvu, još uvijek ima igrača koji žele uživati u dodatnim povlasticama koje nudi kupljena izvorna videoigra. Call of Duty 4: Modern Warfare je u svoje vrijeme bila jedna od najigranijih multiplayer videoigara na svijetu.

## Vanjske poveznice
- Službena stranica Call of Duty
- Modern Warfare stranica
- Gamespot stranica